# 李廣祐
李廣祐（？—？），又名李广佑，福建建宁縣人，明朝政治人物，進士出身。

## 生平
洪武二十六年，福建癸酉乡试中舉。洪武二十一年，登戊辰科會試中進士，授長洲縣知縣，為官廉明，卒於任內。